# Allium listera
Allium listera  (лат.) — вид однодольных растений рода Лук (Allium) семейства Амариллисовые (Amaryllidaceae). Впервые описан британским ботаником Уильямом Томасом Стерном в 1934 году.

## Распространение и среда обитания
Эндемик Китая, встречающийся в провинциях Аньхой, Хэбэй, Хэнань, Гирин, Шэньси и Шаньси. Произрастает в лесах, на тенистых и влажных склонах и на пастбищах.

## Ботаническое описание
Луковичный геофит.
Луковицы одиночные или сгруппированные; шелуха сетчатая, от серовато-коричневого до чёрно-коричневого цвета.
Листья от эллиптических до яйцевидно-округлых, по два на каждом растении.
Соцветие — шаровидный зонтик, несёт цветки с белым или бледно-зеленоватым околоцветником, реже с красноватым оттенком.
Цветёт и плодоносит с июня по август.
Число хромосом — 2n=16.